# بوينغ بي-29 سوبر فورترس
بوينغ بي-29 سوبر فورترس هي طائرة قاذفة قنابل ثقيلة صنعت من قبل شركة بوينغ الأمريكية بين عامي 1943 و1946 ، وطارت أساسا من قبل القوات الجوية الأمريكية في نهاية الحرب العالمية الثانية وأثناء الحرب الكورية ، وكانت من أكبر الطائرات أثناء الحرب العالمية الثانية والأكثر تطورا في ذلك الوقت ، وبتقنية ضغط المقصورة ونظام إلكتروني لمراقبة الحرائق ، وبتقنية التحكم بالمدافع الرشاشة عن بعد ، اسم سوبر فورترس استمد من سابقتها المشهورة بوينغ بي-17 القلعة الطائرة ، صُممت كقاذفة قنابل استراتيجية للتحليق على ارتفاعات عالية ، وكان في البداية اطلاقها للحرب على إمبراطورية اليابان .